# Strada di Birmania

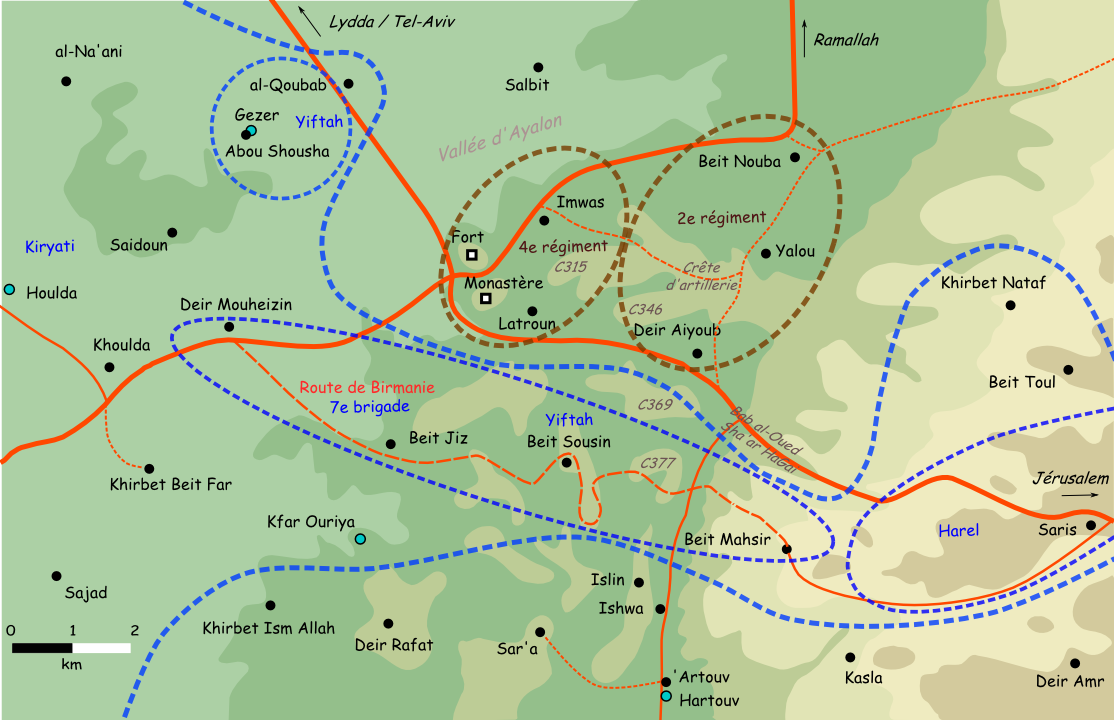
"Strada di Birmania" sotto controllo della 7ª Brigata.

Con l'espressione Strada di Birmania ci si riferisce alla via di rifornimento che univa la fascia costiera d'Israele alla Gerusalemme ebraica durante la guerra arabo-israeliana del 1948 per aggirare il posto di controllo di Latrun occupato dalle forze transgiordane e mantenuto in quella che fu la Battaglia di Latrun.
La strada fu costruita dall'esercito israeliano nel 1948, ed il nome fu evidentemente e simbolicamente ispirato alla "Strada della Birmania" (Burma Road) costruita dai britannici nel corso della II guerra mondiale e che serviva a garantire rifornimenti dalla Birmania alla Cina che combatteva contro le forze giapponesi, anche se non ne condivise le difficoltà costruttive.
Il 28 maggio 1948, dopo aver assunto il controllo di Beyt Susin, gli israeliani controllavano uno stretto corridoio fra la costa e Gerusalemme. Tuttavia questo corridoio non era percorso da alcuna strada in grado di far transitare convogli di camion.

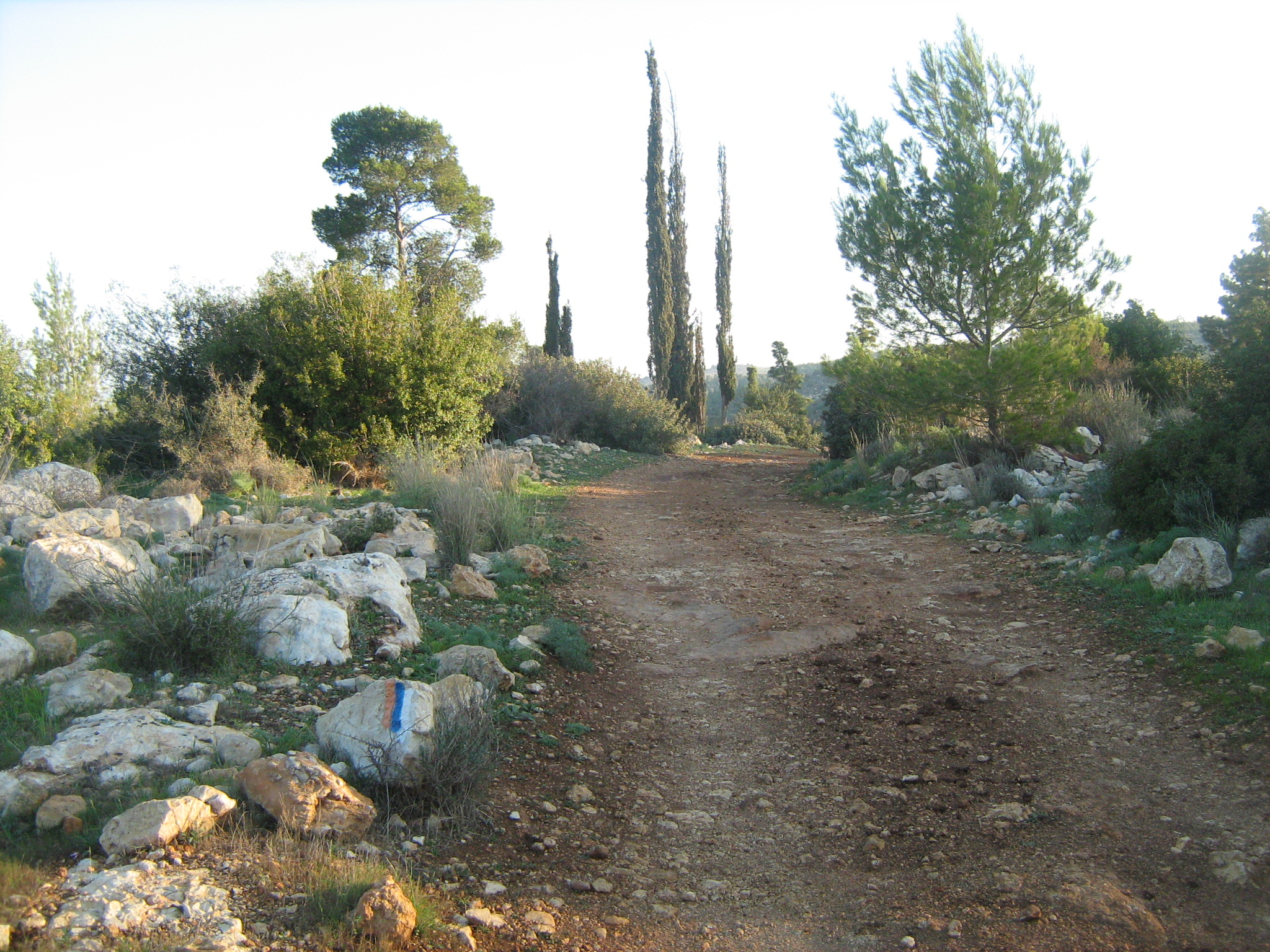
La Via birmana in una foto del 15 febbraio 2009

Una pattuglia di uomini del Palmach muovendosi a piedi scoprì piste che univano tra loro numerosi villaggi abbandonati sulle colline a sud della strada controllata dalla Legione Araba. Nella notte tra il 29 e il 30 maggio, jeep inviate sulle colline confermarono che esisteva un cammino carrozzabile.
Fu allora presa la decisione di attrezzare una strada nella zona. Gli si dette il nome di «Strada di Birmania», in ricordo della strada di rifornimenti fra la Birmania e la Cina, costruita dai britannici durante la II guerra mondiale.
Gli ingegneri si misero immediatamente all'opera per creare la strada, mentre convogli di jeep, muli e dromedari erano organizzati da Houlda per trasportare mortai e cannoni da 65 mm a Gerusalemme. Senza conoscere gli obiettivi, i giordani intuirono che erano in corso lavori sulle colline. In risposta, effettuarono alcuni tiri d'artiglieria, tiri che sarebbero stati rapidamente interrotti su ordine del loro superiore britannico, e inviarono pattuglie per ostacolare i lavori, ma senza successo. Quella che originariamente era una "gazelle track", una pista da gazzelle, presentava una ripida salita con tre miglia impraticabili ai veicoli. Per due settimane i rifornimenti vennero trasportati a dorso di mulo e da coscritti cinquantenni, garantendo un flusso esiguo. Tra il 30 e il 31 maggio vi fu il primo tentativo con veicoli, ma una jeep che era in testa al convoglio si capovolse e l'impresa venne fermata. Dopo alcuni lavori, la notte tra il 1 e il 2 giugno tre jeep partirono da Gerusalemme per Tel Aviv, organizzando un piccolo convoglio che riuscì a passare la notte stessa, ma la strada era ancora impraticabile ai camion.
Tuttavia è di alimenti che gli abitanti della Gerusalemme ebraica avevano innanzi tutto bisogno. A partire dal 5 giugno, gli ingegneri israeliani cominciarono a sistemare la strada in modo che essa potesse consentire il passaggio di camion di trasporti civili necessari al rifornimento della città. Centocinquanta operai, lavorando in 4 squadre, si coordinarono del pari per installare una tubatura destinata ad alimentare d'acqua la città ebraica, dal momento che l'altra tubatura, passando per Latrun, era stata tagliata dai giordani.
Lapierre e Collins riferiscono di un'azione eroica, quando nella notte tra il 6 e il 7 giugno, di fronte alla situazione critica di Gerusalemme e per ridare speranza alla popolazione, 300 abitanti di Tel Aviv furono precettati per trasportare acqua a spalla, percorrendo i chilometri non ancora carrozzabili per rifornire gli abitanti della città.
La prima fase dei lavori fu terminata per la tregua del 10 giugno e il 19 giugno un convoglio di 140 camion, trasportante ognuno 3 tonnellate di merci, oltre che numerose armi e munizioni, raggiunse Gerusalemme L'assedio alla città fu tolto definitivamente..